# 豊田百香
豊田 百香（とよだ ももか）は、日本の脚本家。株式会社アンドリーム所属。

## 人物
東京都出身。日本大学芸術学部文芸学科卒業。卒業後、東映アニメーションに入社。「プリキュア」「ワンピース」シリーズにて演出助手を務めたのちに、アニメ制作会社等でシナリオを学び脚本家に転向。

## 作品

### テレビドラマ
- いぶり暮らし（2022年）
- イケメン共よ 飯を喰え（2022年）

### アニメ
- ワンダーエッグ・プライオリティ（2021年）※文芸
- カードファイト!! ヴァンガード overDress（2021年）※構成補佐・脚本
- のりものまん（2021年）
- ポッピンQ―時守たちのラストダンス（2021年）
- シャドーハウス（2021年）
- カードファイト!! ヴァンガード will+Dress（2022年）
- シャドーハウス 2nd season（2022年）
- ライアー・ライアー(2023年）
- カードファイト!! ヴァンガード will+Dress season2（2023年）
- D4DJ AllMix（2023年）
- Rise Man（2023年）
- わたしの幸せな結婚（2023年）※シリーズ構成
- ミギとダリ（2023年）
- 盾の勇者の成り上がり Season3（2023年）
- ささやくように恋を唄う（2023年）
- ONE PIECE FAN LETTER（2024年）

### Webアニメ
- ぷちきゅあ〜Precure Fairies〜（2025年）※シリーズ構成[2]

### 小説
- レイワ怪談　青月の章（2021年、学研）
- レイワ怪談　雨月の章（2022年、学研）